# Ильиновское сельское поселение (Ростовская область)
Ильиновское сельское поселение — муниципальное образование в Мартыновском районе Ростовской области. 
Административный центр поселения — хутор Ильинов.

## Административное устройство
В состав Ильиновского сельского поселения входят:
- хутор Ильинов;
- хутор Братский;
- хутор Весёлый;
- посёлок Лазорики;
- хутор Садовый;
- посёлок Степной Маяк (до распада СССР: совхоз «Антрацит»).

## Население
| 2010  | 2012  | 2013  | 2014  | 2015  | 2016  | 2017  |
| ----- | ----- | ----- | ----- | ----- | ----- | ----- |
| 1927  | ↗1930 | ↘1903 | ↘1859 | ↘1830 | ↘1808 | ↘1774 |
| 2018  | 2019  | 2020  | 2021  |       |       |       |
| ↘1743 | ↗1760 | ↘1746 | ↘1728 |       |       |       |